# Ramona Reyes
María Ramona Reyes Painequeo (Paillaco, 1967) es una matrona y política chilena, miembro del Partido Socialista (PS). Luego de ejercer como concejala entre 2004 y 2008; se desempeñó como alcaldesa de la comuna de Paillaco durante tres periodos consecutivos, desde 2008 hasta 2021, año en que —en el mes de julio— asumió como miembro de la Convención Constitucional de Chile, en representación del distrito n° 24.
Cursó su estudios superiores en la Universidad Austral, ubicada en la comuna de Valdivia; donde se tituló de matrona. Es soltera y madre de tres hijos.[cita requerida]

## Trayectoria pública
Inició su vida laboral en 1994 como matrona en las postas de salud rural de la comuna de Paillaco y en 1996 fue designada como directora del Departamento de Salud Municipal.
Posteriormente, en las elecciones municipales de 2004 fue electa como concejala y en 2008 se convirtió en la primera alcaldesa mujer de Paillaco, cargo en el que fue reelecta en las elecciones de 2012 y de 2016. En 2017 asumió la presidencia de la Comisión de Mujer y Género de la Asociación Chilena de Municipalidades (AChM), y desde 2018 integra la directiva de la «Red Iberoamericana de Municipios por la Igualdad de Género».
En las elecciones de convencionales constituyentes de mayo de 2021 postuló como candidata en representación del distrito n° 24 (correspondiente a las comunas de Los Lagos, Río Bueno, Panguipulli, Mariquina, Corral, Futrono, Lago Ranco, La Unión, Lanco, Valdivia, Máfil y Paillaco), resultando electa.
El 27 de diciembre de 2021 se informó su candidatura como sucesora de Elisa Loncón en la presidencia de la Convención.

## Reconocimientos
Dada su trayectoria pública, ha recibido variados reconocimientos, entre los que se encuentran el «Premio Elena Caffarena» que recibió el año 2006 con motivo de su participación política como concejala. En 2013, la Municipalidad de Santiago la reconoció por ser la primera alcaldesa mapuche de Chile y el 2017 fue elegida como el personaje político del año por los lectores del Diario Austral de Valdivia.

## Causa judicial
En 2015, la Contraloría Regional de Los Ríos detectó una serie de inconsistencias en los "macroprocesos de finanzas, ingresos propios, entrega de beneficios, inversiones en infraestructura, concesiones y recursos en administración municipal" de la comuna de Paillaco. Las conclusiones fueron luego confirmadas por el Tribunal de Cuentas de Segunda Instancia. En virtud de esos antecedentes, el Consejo de Defensa del Estado presentó una demanda ejecutiva en contra de Reyes y otros funcionarios y exfuncionarios de la municipalidad, por el monto de 272,07 unidades tributarias mensuales. Según un comunicado de la municipalidad de Paillaco, tales discrepancias se debieron a un “error administrativo”.

## Historial electoral

### Elecciones de convencionales constituyentes de 2021
- Elecciones de convencionales constituyentes de 2021, para convencional constituyente por el Distrito N° 24 (Corral, Futrono, Lago Ranco, Lanco, La Unión, Los Lagos, Máfil, Mariquina, Paillaco, Panguipulli, Río Bueno, Valdivia)[8]

Se incluyen solo candidaturas electas.
| Dist. (Reg.) | Constituyente          | Lista | Lista             | Partido | Votos  | Votos  | %       | %       | M | H |
| Dist. (Reg.) | Constituyente          | Lista | Lista             | Partido | Lista  | Const. | Lista   | Const.  | M | H |
| ------------ | ---------------------- | ----- | ----------------- | ------- | ------ | ------ | ------- | ------- | - | - |
| 24 (XV)      | Ramona Reyes Painequeo |       | Lista del Apruebo | PS      | 31 009 | 12 084 | 27,18 % | 10,59 % | 1 |   |
| 24 (XV)      | Pedro Muñoz Leiva      |       | Lista del Apruebo | PS      | 31 009 | 11 173 | 27,18 % | 9,79 %  |   | 1 |
| 24 (XV)      | Felipe Mena Villar     |       | Vamos por Chile   | UDI     | 24 643 | 6 201  | 21,60 % | 5,44 %  |   | 1 |
| 24 (XV)      | Aurora Delgado Vergara |       | Apruebo Dignidad  | Ind-RD  | 15 582 | 4 831  | 13,66 % | 4,24 %  | 1 |   |